# Protonema

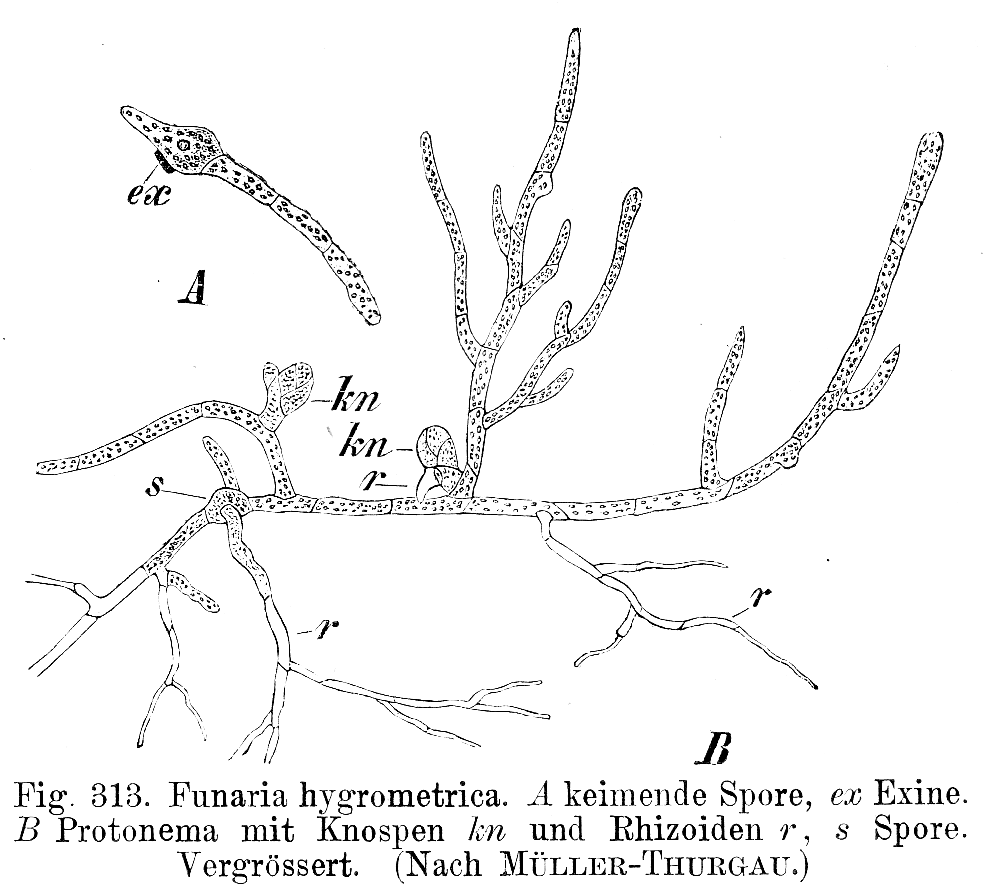
Protonema för spåmossa

Protonema (pluralis: protonemata) är en trådlik rad av celler som utgör det allra första stadiet i utvecklingen av den haploida fasen hos mossor och levermossor. När dessa växer fram ur sporer gör de det i form av protonema. När dessa uppnått en viss storlek övergår de till en helt annan växtform, den som många fler känner igen som mossa eller levermossa.  